# 卡梅拉纳
卡梅拉纳（義大利語：Camerana），是意大利库内奥省的一个市镇。总面积23平方公里，人口679人，人口密度29.5人/平方公里（2009年）。ISTAT代码为004035。